# 羅斯維爾鎮區 (阿肯色州洛根縣)
羅斯維爾鎮區（英語：Roseville Township）是位於美國阿肯色州洛根縣的一個行政鎮區。

## 地方資料
羅斯維爾鎮區的面積為33.16平方千米，當中陸地面積為31.40平方千米，而水域面積為1.76平方千米。根據2010年美國人口普查的數據，當地共有人口246人，而人口密度為每平方千米7.42人。